# الاكام (بعدان)

تعديل مصدري - تعديل

الاكام محلة تابعة لقرية الحديدة، التابعة لعزلة العذارب بمديرية بعدان إحدى مديريات محافظة إب في الجمهورية اليمنية، بلغ تعداد سكانها 65 حسب تعداد اليمن لعام 2004.